# 霍姆伍德 (阿拉巴马州)
霍姆伍德（英語：Homewood），是美国阿拉巴马州下属的一座城市。面积约为8.36平方英里（约合21.66平方公里）。根据2010年美国人口普查，该市有人口25,167人，人口密度为3,009.69/平方英里（约合1,161.91/平方公里）。